# Almiro Lobo
Almiro Edson Daniel Lobo, mais conhecido como Miro (Quelimane, 30 de abril de 1982) é um futebolista moçambicano que joga como defensa esquerdo.

## Carreira

### Clubes
Miro iniciou a sua carreira no Estrela Vermelha de Maputo em 2002, mas teve a oportunidade de jogar em vários países. Ainda em Moçambique, atuou no Maxaquene e na Liga Muçulmana, de onde foi contratado pelo Honved da Hungria em 2004. Em 2006 transitou para outra equipa húngara, o Dunaújváros FC. Em 2007 voltou para África, mais especificamente para a África do Sul, atuando no Bidvest Witts e depois no Platinum Stars.
Regressa a Moçambique em 2012, sendo recrutado pela Liga Muçulmana, mas sai no ano seguinte para Angola, para o Futebol Clube Bravos do Maquis da cidade de Luena. Depois de uma breve passagem de dois anos por outra equipa angolana, o Atlético Sport Aviação (ASA), regressou ao Bravos do Maquis até abandonar a carreira de profissional em 2020 e começar a de treinador na mesma equipa.

### Seleção
Almiro jogou um total de 77 partidas pelos Mambas, a seleção nacional moçambicana, de 2004 a 2015, tendo marcado oito golos.